# Hrastje, Šentjernej
Hrastje este o localitate din comuna Šentjernej, Slovenia, cu o populație de 95 de locuitori.